# Miloš Srejović
Miloš Srejović, cyr. Милош Срејовић (ur. 12 kwietnia 1956) – jugosłowiański lekkoatleta, który specjalizował się w trójskoku.
Swoją karierę rozpoczął od zdobycia brązowego medalu mistrzostw Europy juniorów w Atenach (1975). W 1978 roku zdobył tytuł mistrza Europy pokonując o 1 centymetr utytułowanego reprezentanta Związku Radzieckiego Wiktora Saniejewa. Srebrny medalista rozgrywanych w 1979 roku igrzysk śródziemnomorskich. Dwukrotny mistrz Jugosławii w trójskoku zdobył także złoty medal podczas mistrzostw Bałkanów w 1978 roku.

## Rekordy życiowe
- trójskok – 17,01 (20 września 1981, Sarajewo) rekord Jugosławii[6]

## Osiągnięcia
| Rok  | Impreza                     | Miejsce      | Pozycja     | Wynik |
| ---- | --------------------------- | ------------ | ----------- | ----- |
| 1975 | Mistrzostwa Europy juniorów | Ateny        | 3. miejsce  | 15,99 |
| 1978 | Mistrzostwa Europy          | Praga        | 1. miejsce  | 16,94 |
| 1978 | Mistrzostwa Bałkanów        | Saloniki     | 1. miejsce  | 16,75 |
| 1979 | Igrzyska śródziemnomorskie  | Split        | 2. miejsce  | 16,55 |
| 1980 | Halowe mistrzostwa Europy   | Sindelfingen | 10. miejsce | 16,13 |
| 1981 | Mistrzostwa Bałkanów        | Sarajewo     | 2. miejsce  | 17,01 |